# Врондус
Врондус (греч. Βροντούς, болг. Шарлия) — горы в Греции. Расположены на границе периферийных единиц Драма и Сере, периферий Центральная Македония и Восточная Македония и Фракия. Высочайшая вершина — Али-Бабас (Αλή Μπαμπάς) высотой 1849 м над уровнем моря. Другие вершины — Кур (1667 м), Мавро-Вуно (1653 м), Сидеровуни (1475 м), Сарлийя (1404 м) и другие. Восточнее расположены горы Фалакрон, юго-восточнее — Меникион, севернее — Славянка.